# Afrida pnixis
Afrida pnixis är en fjärilsart som beskrevs av Dyar 1913. Afrida pnixis ingår i släktet Afrida och familjen trågspinnare. Inga underarter finns listade i Catalogue of Life.